# Alan Sealey
Alan William Sealey (* 24. Februar 1942 in Canning Town, Greater London, England; † Februar 1996 in Romford) war ein englischer Fußballspieler. Mit West Ham United gewann der Stürmer 1965 den Europapokal der Pokalsieger.
Der auf Rechtsaußen eingesetzte Spieler begann seine Laufbahn 1960 beim seinerzeitigen englischen Zweitligisten Leyton Orient FC. Für Leyton erzielte er ein Tor in vier Ligaspielen. Bereits 1961 transferierte er zum Londoner Erstligaverein West Ham United und verblieb dort bis 1967. 1964 gewann der Klub den englischen Pokal und den weiland als Charity Shield firmierenden Supercup. Sealey kam aber in beiden Wettbewerben nicht zum Einsatz.
Der Höhepunkt der Karriere Sealeys war wohl sein Auftritt im Finale des Europapokal der Pokalsieger 1964/65, wo das von Ron Greenwood trainierte West Ham mit den Stars Bobby Moore, Geoff Hurst und Martin Peters im Londoner Wembley-Stadion auf den deutschen Pokalsieger TSV 1860 München traf. Sealey, der lediglich als Vertreter eines verletzten Stammspielers zum Einsatz kam, erzielte dabei mit einem Doppelschlag in der 70. und 72. Minute beide Treffer zum Titelgewinn der Mannschaft aus dem Londoner Osten. In jener Saison hatte er bis dahin lediglich drei weitere Treffer in Pflichtspielen für seinen Verein erzielt. Insgesamt erzielte Sealey in 107 Ligaspielen 22 Tore für West Ham.
Sealeys Karriere endete aber praktisch bereits innerhalb eines Jahres. Bei einem Cricket-Spiel während der Vorbereitung auf die neue Saison brach er ein Bein, als er über eine Bank fiel. Er sollte sich davon nicht mehr wirklich erholen. 1967 beendete er seine Karriere beim Zweitligisten Plymouth Argyle, für den er noch vier Spiele bestritt. Danach spielte er noch einige Zeit im Amateurbereich beim FC Romford und Bedford Town.
Alan Sealey verstarb unerwartet im Februar 1996 im Alter von 53 Jahren an einem Herzinfarkt. Dasselbe Schicksal ereilte fünf Jahre später seinen seinerzeit 43-jährigen Neffen Les, der in seiner Karriere als Torwart unter anderem auch für West Ham spielte. Zudem spielten auch einige Großneffen Sealeys für den Klub.